# 馮素弗
馮素弗（？—415年），十六國時期北燕鮮卑化貴族，北燕太祖馮跋之長弟。歷任侍中、車騎大將軍、錄尚書事、遼西公。慷慨有大志，姿貌魁偉，雄傑不群，任俠放蕩，不修小節。北燕事業，素弗居功厥偉。初為京尹，及鎮營丘，百姓歌頌。及為宰輔，謙虛恭慎，非禮不動。雖廝養之賤，皆與之抗禮。車服屋宇，務於儉約，修己率下，百僚憚之。論者歸其有宰衡之度。
馮素弗在後燕昭文帝慕容熙屬下擔任侍御郎，馮跋兄弟因事獲罪於後燕昭文帝慕容熙，因此慕容熙有殺馮跋兄弟之意，馮跋兄弟遂逃匿深山。馮跋兄弟商量說：「熙今昏虐，兼忌吾兄弟，既還首無路，不可坐受誅滅。當及時而起，立公侯之業。事若不成，死其晚乎！」於是與從兄馮萬泥等二十二人合謀。後燕建始元年（407年）馮跋兄弟乘車，由婦人駕車，潛入都城和龍（今遼寧省朝陽市），藏於北部司馬孫護家。趁慕容熙送葬皇后苻訓英之際起事，推高雲（慕容雲）為燕王，改元正始，不久擒殺慕容熙，馮素弗擔任昌黎尹。正始二年（408年）為司隸校尉。
正始三年（409年），高雲為寵臣離班、桃仁所殺，亂事平定後，眾人推馮跋為主，馮跋遂即位，改元太平。馮素弗被任命為侍中、車騎大將軍、錄尚書事。馮素弗於太平七年（415年）逝世。
1965年考古的发掘了位于辽宁北票西官营子村的冯素弗墓，出土了世界至今最早的马镫实物，以及珍贵艺术品鸭形玻璃注等。

## 家族
- 长乐冯氏世系图